# Charles Serrus
Pour l’article homonyme, voir Serrus.
Charles Serrus est un philosophe français né le 28 février 1886 et mort le 1er mai 1946.
Il est notamment l'auteur de l'essai Le parallélisme logico-grammatical, Paris, Alcan, 1933 commenté et critiqué par Jean-Louis Gardies dans Esquisse d'une Grammaire pure (Paris, Vrin, 1975) ainsi que de l'importante préface de la première édition de la Critique de la raison pure d'Emmanuel Kant aux Presses universitaires de France.
L’Académie française lui décerne le prix Montyon en 1942 pour son ouvrage La Langue, le sens, la pensée